# Nicole Mathieu
Pour les articles homonymes, voir Mathieu (patronyme).
Nicole Mathieu, née le 12 juin 1936, est une géographe française. Ses travaux portent notamment sur les campagnes françaises et leurs mutations. Elle est directrice de recherche émérite au CNRS, membre de l'Académie d'agriculture.

## Biographie
Nicole Mathieu est une ancienne élève de l'ENS Sèvres,, et obtient par la suite une agrégation et une Maîtrise d'histoire sous la direction d'Ernest Labrousse.
Elle enseigne ensuite au lycée puis au Centre d’études économiques de Sciences Po, où elle réalise une thèse de troisième cycle sur Plozévet, sous la direction de Pierre Coutin, dans un programme pluridisciplinaire « qui faisait l’hypothèse que l’on pouvait trouver réponse à toute question en associant plusieurs disciplines dans l’étude du microcosme d’une commune ».
Philippe Pinchemel, membre de son jury de thèse (1966), lui propose de rentrer au CNRS en géographie, ce qu'elle accepte. Elle dit à ce propos que « j’avais compris que cette discipline mettait en scène plusieurs connaissances et les inscrivait dans le temps présent, voire dans le futur. Elle permettait de faire une recherche socialement impliquée. La géographie me permettait d’aller vers cette pluridisciplinarité qui était très indécise à l’époque ».
Nicole Mathieu devient directrice du Laboratoire STRATES, Stratégies territoriales et dynamiques des espaces (Université de Paris I - CNRS), en 1995 (STRATES devient l'UMR 7533 LADYSS en 1997). Elle est directrice de recherche émérite au CNRS au Ladyss depuis 2014.
Elle devient également membre de l'Association des ruralistes français en 1989.
Elle devient membre correspondant de l'Académie d’agriculture de France en décembre 1999, et membre titulaire en décembre 2012.
Elle est également ancienne rédactrice en chef adjointe de la revue Natures-Sciences-Sociétés.

## Travaux
Nicole Mathieu est spécialiste des campagnes en France. Dans les années 1960, elle a mené avec Edgar Morin (entre autres) une étude du territoire de Plozévet (Finistère), au croisement de plusieurs disciplines.
Depuis, elle continue d'étudier les campagnes, les évolutions agricoles, les relations urbain-rural, ainsi que les questions de nature et d'environnement et la « culture de la nature » des citoyens ordinaires. Malgré sa proximité avec nombre d'organismes agricoles et ruraux (elle est par exemple liée aux débuts du Centre national des jeunes agriculteurs - CNJA), elle revendique sa place en tant que géographe, grâce à « une discipline qui [lui] donne des moyens intellectuels pour avoir une position dans le politique, mais pas pour faire de la géographie active ».
Dans les années 1982, elle participe à l'observatoire de l’Inra Causses-Cévennes sur le causse Méjean, sous la direction de Marcel Jollivet.
Jean Reynès mentionne au sujet de son livre Les relations villes/campagnes. Histoire d’une question politique et scientifique (2017) dans lequel elle détaille ses analyses et son parcours de chercheuse : « À ceux qui penseraient que le rural et la campagne sont des objets obsolètes, Nicole Mathieu oppose une analyse non urbano-centrée, sans gradient d’urbanité ou « tout urbain ». Au contraire, elle met les deux pôles en tension et en étudie les relations. Elle restaure la valeur heuristique du rural en tant qu’il forme un couple conceptuel avec l’urbain, plutôt que de remettre en question son existence ».
Jean Reynès signale également ce qui fait la singularité du travail de Nicole Mathieu, à savoir « son plaidoyer incessant pour l’interdisciplinarité et l’intégration du politique dans le scientifique ».
Sa dernière prise de position pour défendre les paysans date d'avril 2020, face aux problèmes rencontrés par les agriculteurs dans le contexte de Covid-19: « En envoyant aux champs des personnes qui n'y habitent pas, le gouvernement montre le peu de cas qu'il fait des agriculteurs. Car, même pour récolter des fraises, il faut une qualification ! Les agriculteurs, tout comme les infirmiers ou aides-soignants dont on reparle ces jours-ci dans l'espace public, tous ces «gens de peu», comme les appelait l'anthropologue Pierre Sansot, sont mal connus des «gens d'en haut». Le gouvernement travaille mais ne connaît rien au travail des autres ! ».

## Distinctions
Nicole Mathieu est nommée au grade de Chevalier dans l'ordre du Mérite agricole le 14 juillet 2019.

## Principales publications
- Nicole Mathieu, Les relations villes / campagnes. Histoire d’une question politique et scientifique, L’Harmattan, 2017
- Nicole Mathieu, Anne-Françoise Schmid, Modélisation et Interdisciplinarité. Six disciplines en quête d'épistémologie, Quae, 2014, 348 p.
- Maurice Blanc, Nicole Mathieu, Josiane Stoessel-Ritz, Développement durable, communautés et sociétés, dynamiques socio-anthropologiques, Bruxelles, PIE-Peter Lang, 2012, 231 p.
- François Papy, Nicole Mathieu, Christian Férault, Nouveaux rapports à la nature dans les campagnes, Quae, 2012, 192 p.
- Yves Guermond, Nicole Mathieu, La ville durable, du politique au scientifique, Quae, 2011, 286 p.
- Nicole Mathieu, Xavier Toutain, Lucette Velard, Les femmes en milieu rural. Pour une meilleure connaissance de leur situation, Paris, SEGESA (Service des droits des femmes et de l'égalité, Société d'études géographiques, économiques et sociologiques appliquées), 1992
- Nicole Mathieu et Marcel Jollivet, Du rural à l'environnement : la question de la nature aujourd'hui, 1989
- Nicole Mathieu, Plozevet, les transformations économiques et sociales d'une commune rurale du Sud-Finistère, Paris, Hachette, 1973